# Фетешти-Гара (Јаломица)
Фетешти-Гара (рум. Fetești-Gară) насеље је у Румунији у округу Јаломица у општини Фетешти. Oпштина се налази на надморској висини од 58 m.

## Становништво
Према подацима из 2002. године у насељу је живело 21884 становника.

### Попис2002.
| Расподела становништва по националности 2002.‍ | Расподела становништва по националности 2002.‍ | Расподела становништва по националности 2002.‍ | Расподела становништва по националности 2002.‍ | Расподела становништва по националности 2002.‍ |
| --------------------------------------------- | --------------------------------------------- | --------------------------------------------- | --------------------------------------------- | --------------------------------------------- |
|                                               |                                               |                                               |                                               |                                               |
| Румуни                                        | Румуни                                        |                                               | 21.412                                        | 97,9%                                         |
| Мађари                                        | Мађари                                        |                                               | 11                                            | 0,1%                                          |
| Роми                                          | Роми                                          |                                               | 397                                           | 1,8%                                          |
| Немци                                         | Немци                                         |                                               | 7                                             | 0,0%                                          |
| Руси                                          | Руси                                          |                                               | 45                                            | 0,2%                                          |
| Татари                                        | Татари                                        |                                               | 5                                             | 0,0%                                          |